# 秋山桃花
秋山 桃花（あきやま ももか）は、日本の舞台音楽家・作曲家・ピアニストである。オリジナル舞台作品製作の他に即興演奏も得意とし、海外のフェスティバル等でも好評を得ている。

## 来歴・人物
東京都出身。独学で音楽を学び、90年代初頭よりミュージカル、歌謡曲などの音楽を手がける。オリジナルミュージカルやショーの企画・プロデュースも行っている。

## 主な舞台作品
- ミュージカル「Oh My God!」（2002年・音楽監督・楽曲提供・演奏）
- ミュージカル「あの子の箱船」（2003年・音楽監督・楽曲提供・演奏）
- シアターライブ「千夜一夜」（2004年初演・楽曲提供・演奏）
- 朗読劇「あらしのよるに」（2005年）（楽曲提供・演奏）
- ミュージカル「めぐり姫万国漫遊記」（2005年・楽曲提供・演奏）
- ミュージカル「Fool On The Boat」（2007年・音楽監督・楽曲提供・演奏）
- ミュージカル「明日に向かって!」（2008年・楽曲提供・演奏）
- 杉村理加ライブショー「うたよろ」（2008年〜・演奏）
- 東京インプロフェスティバル（2012年〜・演奏）
- 宮内良ライブショー「愛の讃歌」（2012年〜・演奏）
- ペネロペ初めてのクラシックコンサート（2015年〜・音楽監督・演奏）
- パリの4月（2018年〜・演奏）
- テアトルエコー「言葉と音のミニシアター」(2017年〜・演奏）
- 音楽劇「あしたのわたし」（2019年・企画・音楽監督・演奏）
- こっぽりーの音楽会（2021年～・企画・音楽監督・演奏）
- オンライン・アジア・インプロフェスティバル（2021年・演奏）
- 柳川独立物語（2021年・企画・音楽監督・演奏）
- テアトルエコー「メロスに犍陀多」(2021年・楽曲提供）

## 海外
- International Theater Sports Festival in Orland (2005)
- Tokyo Comedy Store (2000〜）
- Improvis Asian Festival Online (2021)

## 主な楽曲提供
- 東京パフォーマンスドール「Saturday Night Fantasy」（1998年）
- サイキックフォース「Love can save the world」（1998年）
- 栗林みえ「泣いてるんだよ」（1999年）
- 佐々木ゆう子「Pray」（1999年）
- 映画　堀潤監督「変身 Metamorphosis」(2013年）
- 岡まゆみ「道しるべ」（2014年）

## その他
- インプロシンキング（ダイヤモンド社）
- インプロであなたも本番に強い人になれる（フォレスト出版）